# 天主教包考教區
天主教包考教區（拉丁語：Dioecesis Baucanus）是羅馬天主教會在東帝汶的兩個教區之一，隸屬帝力總教區。範圍包括東帝汶東部。截至2019年，教區共有32萬255名教友（佔轄區總人口99.4%）、21個堂區及65名司鐸。座堂為聖安多尼座堂。
1996年11月30日自帝力教區分出。現任主教為巴西利奥·德-纳西门托。帝力教區於2019年升格為總教區，包考教區變為其下轄教區。